# 絕對伏特
絕對伏特（abavolt）簡稱aV或abV，是厘米-克-秒制電磁單位制（emu）中電壓的單位，等於國際單位制的10−8伏特，厘米-克-秒制靜電單位制（esu）下的 1/ccgs statvolt ≈ 3.3356×10−11 statvolt。
當一絕對安培的電流流經一絕對歐姆的電阻時，其電位差即為一絕對伏特。
在實務的應用中，多半會選用伏特及其倍數，美國的國家標準建議用伏特來代替絕對伏特的使用。
abvolt名稱是在1903年由Kennelly導入，代替以下較長的名稱「電動勢的（絕對）電磁cgs單位」，後者是從1875年引進cgs系統時就開始使用的名詞。絕對伏特是cgs系統電磁單位制的同調單位，而伏特是cgs系統電磁單位制的電壓實用單位，也是在1875年導入。

## 註解
1. 1 2  無因次常數ccgs = 2.99792458×1010在數值上等於以CGS表示的光速